# 弦楽四重奏曲第8番 (ショスタコーヴィチ)
弦楽四重奏曲第8番 ハ短調 作品110 は、ドミートリイ・ショスタコーヴィチが1960年に作曲した弦楽四重奏曲である。作曲者によって「ファシズムと戦争の犠牲者の想い出に」捧げるとしてあるが、ショスタコーヴィチ自身のイニシャルが音名「D-S(Es)-C-H」（DSCH音型）で織り込まれ、自身の書いた曲の引用が多用されることにより、密かに作曲者自身をテーマにしていることを暗示させている。全15曲あるショスタコーヴィチの弦楽四重奏曲の中で、最も重要な作品である。
初演は1960年10月2日、レニングラードのグリンカ小ホールでベートーヴェン弦楽四重奏団によって行われた。
また原曲以外に、ルドルフ・バルシャイによる弦楽合奏への編曲版が『室内交響曲』（作品110a）として知られている。

## 曲の背景
本作が作曲された1960年は、ショスタコーヴィチにとって大きな精神的危機に見舞われた年であった。この曲を書く直前の6月、不本意ながらも共産党に入党することを決意したのである。その1ヶ月後、戦争後のドレスデンでの有名絵画救出劇の映画『ドレスデンの五日間』（作品111）の、ソビエト軍によるドレスデンのナチスからの解放の場面のための音楽を書くためにドレスデンに行ったショスタコーヴィチは、戦争の惨禍を目の当たりにし、自身の精神的荒廃と重ね合わることになる。そこで表向きには「ファシズムと戦争の犠牲者」に献呈するようにみせつつ、圧政により精神的荒廃に追い込まれた自身への献呈として、同年7月12日から14日のわずか3日間でこの曲を作曲したのである。
7月19日にショスタコーヴィチ自身が友人グリークマンにあてた手紙には、映画音楽の仕事が全く手に付かずに、ひたすら弦楽四重奏曲の作曲に向かったと述べ、「この曲を書きながら、半ダースのビールを飲んだ後の小便と同じほどの涙を流しました。帰宅後もこの曲を2度弾こうとしましたが、やはり泣いてしまいました」と苦しい気持ちを訴えている。
このようにして書かれたこの曲は、すべての弦楽四重奏曲の中で最も、皮肉とは無縁の直接的表現力を持ち、聴衆に訴えかける力を持っている。また、映画音楽にも通じていたショスタコーヴィチは、バルトークやヴェーベルンのような特殊奏法を弦楽四重奏に用いずとも、標題音楽的手法により劇的な表現を実現している。

## 引用されている主題

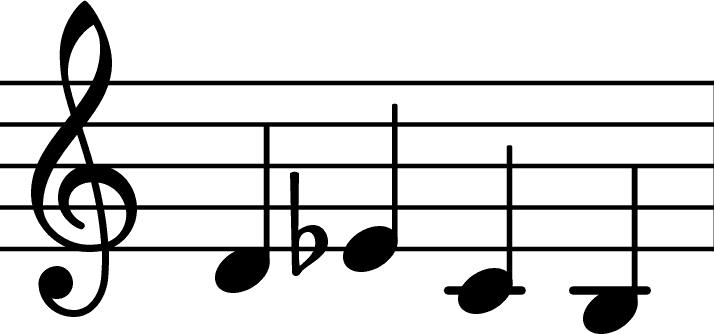
音形「D-S(Es)-C-H」

ショスタコーヴィチのドイツ語のイニシャル「Dmitri Schostakovich」より、D-S(Es)-C-Hの音形が全曲のテーマとして現れる。
また、彼が親友に送った手紙によると、自身の作曲、さらに他人の曲から以下のものが引用されている。
- 交響曲第1番ヘ短調
- 交響曲第8番ハ短調
- 交響曲第10番ホ短調
- ピアノ三重奏曲第2番ホ短調
- チェロ協奏曲第1番変ホ長調
- オペラ《ムツェンスク郡のマクベス夫人》よりアリア「セリョージャ、愛しい人よ」
- ワーグナー：楽劇『神々の黄昏』より「ジークフリートの葬送行進曲」
- チャイコフスキー：交響曲第6番『悲愴』

なお、この手紙には「私が死んだときには誰かが弦楽四重奏曲を私に捧げてくれるとは思えないので、私は自分自身のために書くことにしました」とあり、この曲を書いたあと自殺するつもりであるということを示唆している。
第4楽章には、革命歌「過酷な徒刑に苦しめられて（Замучен тяжелой неволей）」の引用も現れる。

## 曲の構成
全5楽章、演奏時間は約20分。全楽章は続けて演奏される。
- 第1楽章 ラルゴ
ハ短調、4分の4拍子。
- 第2楽章 アレグロ・モルト
嬰ト短調、2分の2拍子。
- 第3楽章 アレグレット
ト短調、2分の2 - 4分の3拍子。
- 第4楽章 ラルゴ
嬰ハ短調、4分の3拍子。
- 第5楽章 ラルゴ
ハ短調、4分の4拍子。